# داني سزيتيلا
داني سزيتيلا (بالإنجليزية: Danny Szetela)‏ (17 يونيو 1987 الولايات المتحدة - ) هو لاعب كرة قدم أمريكي، يلعب كلاعب وسط.

## روابط خارجية
- داني سزيتيلا على موقع الاتحاد الدولي (مؤرشف)  (الإنجليزية)
- داني سزيتيلا على موقع الدوري الأمريكي (الإنجليزية)
- داني سزيتيلا على موقع قاعدة بيانات كرة القدم.إي يو (الإنجليزية)
- داني سزيتيلا على موقع ناشيونال فوتبول تيمز (الإنجليزية)
- داني سزيتيلا على موقع Soccerway.com (الإنجليزية)
- داني سزيتيلا على موقع عالم كرة القدم.نت (الإنجليزية)
- داني سزيتيلا على موقع أوليمبيديا (الإنجليزية)